# Чолтаев, Заинди Каимович
Чолтаев Заинди Каимович (род. 26 сентября 1952) — российский чеченский политолог, в период 1993-1994 гг. деятель антидудаевской оппозиции в Чечне.

## Биографические данные
В 1992 году поступил на службу в МИД Чеченской Республики Ичкерия, но вскоре подал в отставку «как несогласный с внутренней и внешней политикой, и в связи с нарушениями прав человека» в ЧРИ.
В 1993 году перешёл в оппозицию Джохару Дудаеву.
С декабря 1993 года вступил в должность главы администрации Временного совета Чеченской Республики.
13 октября 1994 года Чолтаев в официальном качестве главы администрации ВСЧР встретился с главой администрации президента России (Ельцина) Филатовым.
В 1995-1996 гг., во время Первой Чеченской войны, занимал должность вице-премьера правительства Чеченской Республики.
В 1996 году входил в состав миротворческой миссии Александра Лебедя на Северном Кавказе.
После заключения Хасавюртовских соглашений покинул Чечню, работает политологом, специализирующимся на проблемах Северного Кавказа, в Центре этнополитических и региональных исследований (руководитель - Эмиль Паин).